# 斯特朗鎮區 (堪薩斯州蔡斯縣)
斯特朗鎮區為美國堪薩斯州蔡斯縣轄下的鎮區。2010年美国人口普查中該鎮區人口有634人。

## 地理
斯特朗鎮區涵蓋總面積為172.65平方（66.66平方英里）。

### 行政區劃
- 城市：斯特朗城

### 墓園
根據美國地質調查局的資料，此鎮區擁有3座墓園：
- 聖安東尼墓園（Saint Anthony Cemetery）
- 西蒙斯墓園（Simmons Cemetery）
- 斯特朗鎮區墓園（Strong Township Cemetery）

### 溪流
通過此鎮區的溪流有：
- 福克斯溪（Fox Creek）
- 印第安溪（Indian Creek）
- 帕默溪（Palmer Creek）
- 普拉瑟溪（Prather Creek）

## 人口統計
根據2010年美國人口普查，斯特朗鎮區人口有634人，住房321戶，人口密度為3.67人/每平方公里。此鎮區居民之種族中，白人佔97.32%，非裔美國人佔0.47%，美洲原住民佔0.63%，亞裔美國人佔0.16%，太平洋島裔美國人佔0%，其他種族佔0.16%，混血種族則佔1.26%。而西班牙裔或拉丁裔美國人佔此鎮區人口的1.74%。

## 外部連結
- 蔡斯縣官方網站 （页面存档备份，存于）
- City-Data.com （页面存档备份，存于）
- 蔡斯縣地圖：當前 （页面存档备份，存于），歷史 （页面存档备份，存于），堪薩斯州運輸部